# Племенити метали у Србији
Племенити металa у Србији су злато, сребро и платина. То су метали који имају специфичне особине и ретки су у природи. Најчешће се користе за израду накита, а раније су се користили за израду новца (златници, сребрењаци итд). На територији данашње Србије трагови о њиховом коришћењу и експлоатацији датирају још из периода праисторије. Међутим резерве које постоје нису велике, али њихова експлоатација је и те како значајна за индустрију и привреду. 

## Експлоатација племенитих метала у Србији кроз историју

### Праисторија
Први трагови ископавања злата на тлу данашње Србије датирају још из бакарног доба. Праисторијско рударство злата је настало на искуствима претходног рударења кремена и глине у неолитском периоду. Рударско оруђе које су користили праисторијски рудари било је веома примитивно, управо онакво какво је могло да се нађе у природи, мање или више обликовано и временом усавршавано. Главно рударско оруђе били су камени батови разних величина и тежина. Већи батови имали су жлеб за везивање ужета и они су као клатно служили за разбијање руде. Друга алатка био је пијук израђен од круне и чеоних парожака јеленског рога; лопате су биле од лопатичне кости вола, јелена, свиње или неке друге животиње, док су клинови били од јеленских парожака.
Развојем рударства и металургије, већ у раној праисторији почиње и трговина металима.

### Римска епоха
Доласком Римљана у наше крајеве рударство је добијало већи значај, па се и техника ископавања руде усавршавала. Више се не користе камене секире и батови, већ је у употреби алат од гвожђа. О значају рударства за Римску империју најбоље сведочи чињеница да је положај рудника умногоме утицао на мрежу путева, који су обавезно водили кроз области богате рудом.
Ширење Римске империје и јачање њене моћи на нашем простору огледа се и у ковницама новца. Једна од значајних ковница у првој половини III века била је у Виминацијуму (Костолац), која је у почетку ковала бакарни, а касније сребрни новац. Руда за рад ковнице добијала се из кучајнских рудника. Постоје поуздани извори који сведоче да је руда из рудника у Србији за време римске владавине транспортована у римске центре, док је мања количина руде била намењена локалној употреби.
Занатски центар са ливницом гвожђа - вероватно и за испирање злата из алувијалних наноса у сливу околних река Бродице, Машке реке и Горњег Пека, Краку-лу-Јордана (Кучево) систематски је истражен. Том приликом је откривена фортификација, као и погони за израду керамике и прераду метала (III и IV век нове ере).

### Средњи век
О рударењу у нашим областима од пропасти Римског царства до половине XIII века нема поузданих података. Разматрањем развоја рударства и рударских центара у средњовековној Србији запажа се да су то иста рударска подручја која су коришћена од праисторије, преко римског периода, до данашњих дана. У свим тим рудницима експлоатисане су руде злата, сребра, бакра, олова, цинка и гвожђа. По богатству средњовековне Србије може се закључити да су рудници били богати и издашни те да су средњовековној властели обезбеђивали велику економску моћ.
Од доласка Словена на Балканско полуострво у историјским изворима се не помиње рударска делатност на овом веома богатом рудоносном подручју.
Доласком Немањића на престо српске државе створени су услови за развој рударске делатности у Србији. У то време је рударство постало окосница богатства, економске, политичке и војне моћи средњовековне Србије. Многи путописци из тог времена забележили су читаве легенде о богатству српских рудника. Француз Букар је 1332. године записао: "Тренутно у Србији има сто рудника злата и исто толико рудника сребра. Осим тога постоје и рудишта сребра која се тек откривају".
Средњовековни путописци оставили су веома много података о богатству наших река златом. Тако је Критовал 1454-1455. године записао: "Али оно што је у Србији од свега најзначајније, то је да се тамо злато и сребро могу наћи као што се вода налази у изворима, да се уз реку среће шљунак у коме има толико злата колико и у Индији, а које је при том знатно лепше".
Позната су испиралишта злата на златоносним рекама: Пеку, Буковачкој реци, Лисичјем потоку, Комчи, Речици;У долини Млаве, у Новаковом потоку, откривена су стара окна и галерије. У Великом Бубњу и Јокином потоку откривени су пирити и златоносни кварц.
Најпознатији средњовековни рудници сребра били су: Брсково, на Руднику, Кучево, Ново Брдо, Кратово. Рудници Ново Брдо и Јањево, по богатству, били су познати у свету. Ново Брдо, симбол богатства средњовековне Србије, савременици су називали сребрним и златним градом.
Развојем рударства и металургије развијали су се трговина и занатство, подизали нови градови. Значајан центар средњовековног рударства Централног Балкана, на пример, била је Сребрница, са развијеним градским животом и јаком колонијом дубровачких трговаца. У то време она је владару годишње доносила 30 000 дуката.
Услед ширења трговине и занатства, у средњовековној Србији се формирају тргови -"краљевски тргови", где се једино смела продавати роба, и ту је владар имао првенство приликом продаје или куповине. Део пореза од продаје на "краљевским трговима" припадао је краљу. У XIII веку најзначајни "краљевски тргови" у Србији били су: Брсково, Рудник, Рогозна, Трепча, Ново Брдо, Трешњица. Рудари су такође морали да дају владару део ископане руде. На тај начин је владар добијао знатне количине сребра и друге руде од које се почео ковати новац .

#### Долазак Саса
Велики допринос развоју средњовековног рударства у Србији дали су рудари Саси, који се 1254. године помињу у повељи краља Уроша. Били су ангажовани у Брскову, тада највећем руднику сребра, а одатле су се премештали према потреби. На Руднику се јављују крајем XIII века, а у Трепчи и Новом Брду почетком XIV века. Њиховим доласком уводи се напреднија технологија производње и основе рударског права. Своја права, знања и културу утискују у српску средину, уводе рударску терминологију, урбано уређују рударске центре и слично. Бројни сачувани топоними у Србији подсећају на Сасе.

### XIV век
Почетком XIV века у Србији су били формирани рударски центри који су се налазили у ширем подручју Копаоника, око планине Рогозне, у околини Новог Брда, затим на Руднику, Брскову, а нешто касније тој групи рударских центара придружиће се и рудници Кучева. Сви рударски центри имали су ковнице новца.
Ковање новца било је легално право владара, као и узимање дела прихода рудника у виду одређеног процента извађене руде, такозване урбуре, коју је убирао урбурар. Рударска производња и трговина металом биле су слободне, па је чак могла да се над рудником стекне трајна својина, баштина.

### XV век
Закон о рудницима деспота Стефана Лазаревића из 1412. тачно одређује услове рада у руднику, почев од обавезе власника да стално одржава рудник, преко одређивања дужине дозвољеног прекида рада у појединим деловима јаме, до нормирања димензија рударског алата и прибора.
Приход који се добијао са Новог Брда његови савременици Брокијер и Капистран процењују на 200, односно 120 хиљада дуката. Из овог се јасно види колики је значај рударство Новог Брда имало за тадашњу Србију. Да би се добила јаснија слика о богатству сребрне руде из новобрдских рудника, треба истаћи и чињеницу да је у Новом Брду копано такозвано гламско сребро, односно сребро које је садржавало и знатну количину злата, због чега је оно имало знатно већу вредност. Падом Новог Брда под турску власт његова златна епоха је завршена и никад се није повратила. Ново Брдо - златни и сребрни град потпуно је пао у заборав.

### Рударство у XVIII веку
Са падом српске средњовековне државе почиње да опада и рударство. Сви наши рудници из тог периода мировали су углавном од XVII до XIX века.
Почетком XVIII века, заузевши северну Србију, аустријска војна управа, после закључења Пожаревачког мира, по налогу дворског ратног већа, почиње да отвара руднике у Србији.Аустријанцима су били добро познати наши рудници. У рејону Пека отпочињу радови у Црнајци, Мајданпеку и Кучајни, а у шумадијској области раде на Авали, Космају и Руднику. У току две деценије Аустријанци су у северној Србији експлоатисали бакар у Црнајци, бакар и гвожђе у Мајданпеку, олово и гвожђе на Руднику и среброносно олово у Кучајни, на Космају и Авали. Неуспешно су покушавали испирање злата у Морави.

### Рударство у XIХ веку
После избијања Првог српског устанка 1804. године, јавља се потреба за оловом и барутом.
Сенат 1806. године доноси одлуку да у Србију доведе 35 рудара Саса и једног инжењера. Неки од њих упућени су на рудишта око Авале, где су радови отпочели 1806, а 1808. године и на Руднику отпочиње експлоатација гвожђа и бакра "за ливење и ковање ратног материјала". Помиње се и производња сребра на Руднику, а вероват-но је добијано и олово, иако о томе нема података. На Руднику су радила два окна: једно у Красојевцима (данас Бездан), а друга на месту званом Пећина. Топионица и ковница новца биле су у Мајданској реци. Руда олова, осим на Руднику, експлоатисана је још и у Подрињу, на Авали и Кучајни.

### Рударство у првој половини ХХ века
Златоносне наносе Пека и његових притока експлоатисало је локално становништво у свим временима. 0 испирању злата у Пеку говори барон Хердер, пошто је туда прошао 1835. године на путу за Мајданпек. Златоносне наносе у источној Србији открио је 1888. године рударски инжењер Феликс Хофман, банатски Немац, кога многи сматрају једним од пионира младог српског рударства. Истраживања, која је финансирао страни капитал 1902 - 1903. године, показала су да су наноси Пека око Нереснице повољно златоносни (око 330 тд/т3 наноса). Багеровање златоносних наноса у Пеку започето је 1903. године и првог дана рада добијено је 82 грама злата. Већ 1906. године у долини Пека код Нереснице радила су три багера ведричара. Ширена је експлоатација злата из наноса Пека, Млаве, Тимока, Поречке реке и њихових притока. Цео златоносни рејон Пека контролисали су југословенска краљевска кућа и представници крупног иностраног капитала.
У рудишту злата Благојев камен отворен је рудник "Света Варвара" 1933. године, са просечном месечном производњом 12 килограма злата.Рудник Благојев камен није славно дочекао крај Другог светског рата. У току окупације Немци су рудничка постројења, фабрику за прераду руде и знатан део рударске колоније разорили, а опрему однели.

#### Други светски рат
У току Другог светског рата Немци су експлоатисали и раубовали лежишта угља, бакра, олова, цинка, антимона, сребра и злата. Тако је 1942. године почело отварање површинског копа "Тилва Мика". Немци су користили Борски рудник и за формирање концентрационог логора. У њему је било око десет хиљада логораша (Срба, Јевреја, Цигана и Мађара) који су радили у руднику. У току рата откопано је 1,37 милиона тона руде, из које је произведено 55 хиљада тона блистер бакра, 2,2 тоне злата и око десетак тона сребра.

### Рударство у другој половини ХХ века
После завршетка Другог светског рата, у порушеној и опустошеној земљи рудници су национализовани. Улагани су велики напори у ревитализацију рудника и оживљавање производње постојећих рудника и отварање нових. У инвестиционом и стручном смислу то нису били нимало лаки задаци.
У Борском руднику произведено је до сада два милиона тона бакра, чија је тржишна противвредност 4,2 милијарде долара, 137 тона злата против-вредности 1,55 милијарди долара, 410 тона сребра тржишне вредности 49,7 милиона долара.
Са завршетком друге фазе развоја 1971. године, захваљујући руднику бакра у Мајданпеку, почиње изградња златаре и фабрике бакарних цеви. Рудник бакра Мајданпек сврстава се у групу највећих рудника те врсте у свету; произвео је 1,78 милиона тона бакра тржишне вредности 3,74 милијарде долара, 168 тона злата вредности 1,9 милијарди долара 780 тона сребра вредности 133 милиона долара.

## Злато у Србији
У Србији данас постоји око 20 поља на којима се примарно истражује злато и још преко 30 поља на којима се злато истражује уз неке друге метале.
Према најновијим геолошким истраживањима, највећа налазишта злата код нас се налазе на истоку наше земље, односно у околини Зајечара, Бора, Мајданпека и Неготина. Сматра се да у источној Србији има негде око 130 тона злата. Већа налазишта злата у Србији се налазе још и у близини Медвеђе и Рашке.
Србија се налази на 62. месту у свету по количини ископаног злата.
Рудници у којима се врши експлоатација су рудник Леце на Радан планини, Благојев камен, међутим највеће количине злата се експлоатишу из рудника који су у власништву Рударско-топионичарског басена Бор.

### Златоносне реке
Извесне количине злата се могу наћи у рекама. У Србији реке које су богате златом су: Пек, Тимок, Расина и Ресава.

#### Начини експлоатације злата из реке
Традиционални начин испирања злата укључује дрвену посуду из римског времена, ткзв. испитак. Испитак може бити од меког дрвета као што је тополино („влашки"). На дну, попречне гредице задржавају се златне честице заједно са пешчаним остацима. Користе се и пловећи багери, рударски тањир (метални тањир пречника око 60 cm), сита. Уз клатне столове, спиралне концентрате, један од најпопуларнијих је вешерај, кутија са црним тепихом, решеткама и пречкама.

## Сребро у Србији
Сребро је метал који има широку примену. Сребро је било најкоришћенија кованица, a поред злата најинтересантније од свих метала за капитално улагање. Има потенцијал да оствари већи пораст вредности од злата. Сребро је такође непоходна  сировина између осталог за електронику, јувелирство, улагања, медицину.
Лежишта сребра у Србији пронађена су у Карпатском пределу, у Бору, Кривељи, Мајданпеку, Тимоку, Благојевом камену и Пеку, као и у Шумадији на Руднику.

## Платина у Србији
Платина представља драгоцен и редак метал. У Србији је има знатно мање од сребра и злата.
Код нас налазишта платине налазе у Поморављу, односно у околини Трстеника и Врњачке Бање. Рудници где се врши експлоатација овог метала још увек не постоје.

## Рударско-топионичарски басен Бор
Рударско-топионичарски басен Бор представља компанију која експлоатише највеће количине сребра и злата у Србији.
Лежишта РТБ Бора се налазе у западном делу Карпатског лука и већином су лежишта порфирног типа у оквиру Горње Тимочке еруптивне области. Тренутно неразвијено подземно налазиште “Борска река”, лоцирано у оквиру рудника Јаме представља веома значајан потенцијални минерални ресурс.
| Назив рудног тела | Категорија                         | t         | Au (g/t) | Ag (g/t) |
| РББ               | Велики Кривељ                      | A         | 0.33     | 0.7      |
| РББ               | Велики Кривељ                      | B         | 0.35     | 0.7      |
| РББ               | Велики Крвивељ                     | C1        | 0.29     | 0.7      |
| РББ               | Укупно                             |           | 0.33     | 0.7      |
| РББ               | Јама Тилва-Рос                     | B         | 0.76     | 0.13     |
| РББ               | Јама - ПА2                         | B + C1    | 0.71     | 0.33     |
| РББ               | Јама - Брезаниц                    | A         | 1.28     | 0.27     |
| РББ               | Јама - Борска река                 | A+B+C1+C2 | 0.53     | 0.16     |
| РББ               | Церово комплекс - Цементација 2    |           | 0.31     | 0.07     |
| РББ               | Церово комплекс - Цементација 3    |           | 0.33     | 0.07     |
| РББ               | Церово комплекс - Цементација 4    |           | 0.28     | 0.07     |
| РББ               | Церово комплекс - Церово           |           | 0.31     | 0.108    |
| РББ               | Примарни Церово комплекс - Дреново |           | 0.38     | 0.062    |
| РББ               | Церово комплекс - Краку Букареску  |           | 0.62     | 0.62     |
| РББ               | Укупно                             |           |          |          |
| РБМ               | Мајданпек - Северни ревир          |           | 0.30     | 0.26     |
| РБМ               | Мајданпек - Јужни ревир            |           | 0.36     | 0.16     |
| РБМ               | Мајданпек - Чока Марин             | B         | 19.88    | 5.44     |
| РБМ               | Мајданпек - Чока Марин             | C1        | 26.22    | 4.2      |

Резерве рудних лежишта се рачунају користећи руски систем класификације. Базирано на том систему, Борски рудници и неразвијена лежишта користе следећу номенклатуру:
1. Прва група: Порфирна лежишта бакра, великих димензија, где је бакар равномерно и неравномерно распрострањен.
2. Друга група: Масивни, груписани и урасли типови резерви, променљивих димензија, од веома малих до веома великих, које се појављују као жичане или сочивасте резерве са неравномерно заступљеним бакром.

Категорија А: Дефинисана са високим степеном поузданости са количином, квалитетом, дубином који су испитивани бушотинама распоређеним у мрежи величине 100x100 m.
Категорија B: Дефинисане као истражене “резерве” и средњег степена поузданости, а квалитет и особине лежишта су довољно детаљно познате на основу мреже димензија 150x150 m да би се обезбедила основна поузданост пројекта.
Категорија C1: Захтева додатне радове у циљу бољег одређивања њихових параметара и квалитета, као и даљих радова на истраживању.
Категорија C2: Слично као под C1, али се ове резерве обично дефинишу на основу широко размакнутих бушотина или на основу површинског појављивања.